# Frederik Jacobsen
Frederik Jacobsen, född 12 september 1876 i Köpenhamn, död 4 september 1922, var en dansk skådespelare och manusförfattare.
Jacobsen var son till detaljhandlaren Lorentz Henning Jacobsen och dennes hustru Anna Johanne, född Knudsen. Han var knuten till Nordisk Film åren 1910–1922 och är en av dansk films mest anlitade skådespelare med 171 filmroller 1911–1923 (några postumt). Han fick ofta framträdande roller. Vid sidan av filmen var han verksam som teaterskådespelare. Säsongen 1903–1904 verkade han vid Odense Teater och 1913–1914 vid Alexandrateatern. Därutöver skrev han också nio filmmanuskript för Nordisk Film.
Han var från 1908 gift med Tolva Nielsine Cecilie Hansen. Han är far till skådespelaren Aase Jacobsen.

## Filmografi (urval)
- 1917 – Ångest som dödar
- 1918 – Himmelsskeppet